# جوناثان بروس
جوناثان بروس (بالإنجليزية: Jonathan Burrows)‏ هو مصمم رقص بريطاني، ولد في 1960.

## وصلات خارجية
- الموقع الرسمي